# Sophiane Baghdad
Sophiane Baghdad (sinh 10 tháng 9 năm 1980 ở Monaco) là một cầu thủ bóng đá Algérie gốc Monaco đã giải nghệ, từng chơi cho R. Union Saint-Gilloise ở Bỉ. Anh cũng mang quốc tịch Pháp.